# Aline Towne
Pour les articles homonymes, voir Towne.
Fern Aline Waller (née Eggen le 7 novembre 1919 et morte le 2 février 1996), connue sous le nom d'Aline Towne, est une actrice américaine de cinéma et de télévision.

## Filmographie

### Cinéma
- 1948 : Le Retour : Infirmière (non créditée)
- 1948 : Parade de printemps : Vendeuse (non créditée)
- 1948 : Ainsi sont les femmes : Secrétaire de Pringle (non créditée)
- 1948 : La Belle imprudente : Fille dans le hall de l'hôtel (non créditée)
- 1949 : L'enfer est à lui : Margaret Baxter (non créditée)
- 1950 : Suzy... dis-moi oui : Jeune femme (non créditée)
- 1950 : Harbor of Missing Men (en) : Angelike Corcoris
- 1950 : The Vanishing Westerner (en) : Barbara
- 1950 : The Invisible Monster (en) : Carol Richards
- 1950 : Témoin de la dernière heure : Madeline Welton
- 1951 : Rough Riders of Durango (en) : Janis Adams
- 1951 : Vendeur pour dames : Mannequin (non créditée)
- 1951 : Zorro le diable noir : Patricia Doyle
- 1951 : Purple Heart Diary (en) : Lt. Cathy Dietrich
- 1952 : Radar Men from the Moon (en) : Joan Gilbert
- 1952 : Confidence Girl (en) : Peggy Speel (créditée Alene Towne)
- 1952 : Zombies of the Stratosphere (en) : Sue Davis
- 1952 : Le Piège d'acier : Gail Woodley
- 1953 : Meurtre prémédité : Employée à l'hôpital (non créditée)
- 1954 : Trader Tom of the China Seas (en) : Vivian Wells
- 1954 : Gog (en) : Dr Kirby (non créditée)
- 1956 : Le Diabolique M. Benton : Denise Martin
- 1957 : L'Emprise de la peur (en) : Mrs Wilbur Fletcher (non créditée)
- 1959 : Front Page Bible (court métrage) : Margaret Adams
- 1964 : Le Retour d'Aladin (en) : Miss Glidden
- 1964 : La Patrouille de la violence : Saloon Girl (non créditée)
- 1964 : Ne m'envoyez pas de fleurs : Cora
- 1964 : Cinq Mille Dollars mort ou vif : Kate (non créditée)
- 1965 : Mirage : Réceptionniste du Dr Broden (non créditée)
- 1967 : Petit guide pour mari volage : Mousey Man's Wife
- 1970 : Song of Norway : Mrs. Thoresen